# Прабългарски ротацизъм
Ротацизъм е събирателно наименование на езикови явления, сързани с употребата на съгласния звук r. Във фонетиката означава превръщването на друг съгласен звук в r или превръщането на r в друг съгласен звук, например в z. Понятието е наречено на името на гръцката буква „ро“ (р).
Прабългарският ротацизъм е особеност на булгарските (огурските) тюркски езици, представляваща съвпадение на пратюркското -ŕ- с -r-. Традиционната формулировка на закона гласи, че на прабългарското -r- съответства стандартното тюркско -z-. За обозначаване на това съответствие се използва и терминът зетацизъм.
Пример за това дава следното сравнение:
| прабългарски | чувашки              | други тюркски                                                                      | значение                               |
| ------------ | -------------------- | ---------------------------------------------------------------------------------- | -------------------------------------- |
| виря         | вир „вир“            | др-тюрк. üze/öze, тур. üzerinde „върху, над“                                       | надигам                                |
| верига       | вăрах „дълъг, бавен“ | тур. uzak „далечен, отдалечен“ тат. озак „дълъг, продължителен“, монг. урт „дълъг“ | верига                                 |
| губер        |                      | kigiz (узб.)                                                                       | килим                                  |
|              | хĕр                  | kız (тур.), кыз (тат.)                                                             | дъщеря, момиче                         |
|              | тăххăр               | dokuz (тур.)                                                                       | девет                                  |
|              | саккăр               | sekiz (тур.)                                                                       | осем                                   |
| харания      | хуран                | общ.тюрк. kazan                                                                    | съд за вода                            |
| шавар        | шур                  | тур. saz „тръстика“, тат. саз „блато“, заета в унг. sár „кал, мръсотия“            | вид тръстика, трева по мочурливи места |
| шаран        |                      | sazan (тур.)                                                                       | шаран                                  |
| шуртя        | сĕр „цедя“           | др-тюрк. süz „шуртя“; тур. süzmek „цедя“; заета в унг. szűr „процежда се“          | шуртя, процеждам се                    |